# Jon Schroder
Jon Schroder, född 1973 är en amerikansk filmskapare. Han började sin karriär i New York och skrev för flera olika TV-program, kabelnätverk, produktionsbolag och oberoende filmproducenter. Schroder är en av medskaparna och producenterna av Nat Geo Wilds dokusåpa, The Incredible Dr. Pol.
Schroder har regisserat kortfilmer, reklamfilmer, dokumentärer och dokusåpor för Spike TV, Nickelodeon, MTV och Comedy Central. Förutom att skriva och regissera, arbetade Schroder i olika besättningspositioner på TV-program som The Sopranos, Law & Order och Sex and the City, samt för filmerna Spider-Man (2002), Kissing Jessica Stein (2001), och 3 AM (2001).
Schroder var med och skrev, producerade och regisserade långfilmen Jimmy and Judy (2006) med Edward Furlong och Rachael Bella i huvudrollerna. Filmen fick två utmärkelser för bästa film vid Newport Beach International Film Festival och San Francisco Independent Film Festival.